# Ерика Викман
Ерика Сузана Викман (фин. Erika Susanna Vikman; Тампере, 20. фебруар 1993) је финска певачица и текстописац.

## Биографија
Ерика је рођена 20. фебруара 1993. у Тампереу. Њена мајка је такође била певачица, која је певала фински танго и такмичила се у Тангомаркинату. Почела је да пева као тинејџерка и победила је у женској категорији на Јуниорском танго такмичењу 2008. године.

Студирала је поп-џез вокале на Музичком колеџу Пирканма. Викман је започела своју професионалну каријеру 2013. године, након што је изабрана да буде такмичарка у седмој сезони финске верзије емисије Идол. Изабрана је као једна од дванаест финалиста, касније заузима седмо место.
Након одласка из емисије Ерика се етаблирала као певачица финског танга. Такмичила се на Тангомаркинату 2015. године, где је завршила на другом месту. Вратила се на такмичење следеће године и победила, крунисана за Краљицу танга Финске за 2016. годину. Након такмичења, потписала је уговор са Sony Music.
Године 2020. потписала је уговор са Warner Music Finland и такмичила се на Uuden Musiikin Kilpailu 2020, финском националном избору за Песму Евровизије 2020. У финалу такмичења 7. марта 2020. у Тампереу, освојила је друго место. Упркос томе, песма је била веома слушана у Финској, поставши њен први хит сингл.
Године 2025. потврђено је да ће се Ерика такмичити на Uuden Musiikin Kilpailu 2025. Касније је победила и представљала Финску на Песми Евровизије 2025. године. Квалификовала се за финале, где је завршила на 11. месту са 196 поена.
Од 2016. до 2020. године, била је у вези са финским певачем Денијем. Веза је била контроверзна због разлике у годинама, јер је Дени био 50 година старији од Ерике.  Она је открила своју бисексуалност 2020. године.

## Дискографија

### Албуми
- Erika Vikman (2021)